# Letham, Fife
Letham är en by i Fife, Skottland. Byn är belägen 6,5 km 
från Cupar. Orten har 141 invånare (2001). Några av stugorna byggdes från närliggande Mountcastle Quarry.